# Reacción compleja
En química, una reacción compleja (o reacción compuesta) es aquella que se produce, a nivel molecular, a través de varias etapas o reacciones elementales. Una reacción compleja se describe y explica a través de un mecanismo de reacción (la secuencia de etapas elementales por la que los reactivos pasan a productos). 
Por ejemplo, una reacción con al menos un intermedio y como mínimo dos etapas (o reacciones) elementales es una reacción compleja.
Son reacciones complejas la mayoría de las reacciones químicas.

## Evidencias
Básicamente son dos las evidencias para discernir que una reacción es compleja:
- A diferencia de las reacciones elementales, en general en una reacción compleja la ecuación de velocidad o cinética no se corresponde con la estequiometría de la reacción global. Esto es, los coeficientes estequiométricos de los reactivos no coinciden con los órdenes parciales (los exponentes de las concentraciones en la ecuación de velocidad). Por ejemplo:

```
2ICl + H
2
 -> I
2
 + 2HCl   v=k[ICl][H
2
]
```

- Experimentalmente se comprueba la existencia de intermedios de reacción. Esto implica que tienen lugar dos o más etapas elementales. Por tanto la reacción global debe ser descrita mediante un mecanismo de reacción.

## Tipos de reacciones complejas
ExdFe
A → B
A → C
- Reacciones en cadena: Aquellas en las que de forma continua se consumen y regeneran los intermedios de reacción.